# Райнбек (селище, Нью-Йорк)
Райнбек (англ. Rhinebeck) — селище (англ. village) в США, в окрузі Дачесс штату Нью-Йорк. Населення — 2697 осіб (2020).

## Географія
Райнбек розташований за координатами 41°55′44″ пн. ш. 73°54′37″ зх. д. / 41.92889° пн. ш. 73.91028° зх. д. (41.928803, -73.910288). За даними Бюро перепису населення США в 2010 році селище мало площу 4,00 км², з яких 3,95 км² — суходіл та 0,05 км² — водойми.

## Демографія
Згідно з переписом 2010 року, у селищі мешкало 2657 осіб у 1284 домогосподарствах у складі 603 родин. Густота населення становила 665 осіб/км². Було 1424 помешкання (356/км²).
Расовий склад населення:
| - 91,9 % — білих - 2,1 % — азіатів - 1,7 % — чорних або афроамериканців - 3,0 % — осіб інших рас |

До двох чи більше рас належало 1,3 %. Частка іспаномовних становила 6,7 % від усіх жителів.
За віковим діапазоном населення розподілялося таким чином: 18,0 % — особи молодші 18 років, 55,2 % — особи у віці 18—64 років, 26,8 % — особи у віці 65 років та старші. Медіана віку мешканця становила 49,6 року. На 100 осіб жіночої статі у селищі припадало 80,5 чоловіків; на 100 жінок у віці від 18 років та старших — 74,9 чоловіків також старших 18 років.
Середній дохід на одне домашнє господарство становив 74 658 доларів США (медіана — 46 944), а середній дохід на одну сім'ю — 97 138 доларів (медіана — 68 250). Медіана доходів становила 62 143 долари для чоловіків та 50 893 долари для жінок. За межею бідності перебувало 11,2 % осіб, у тому числі 22,9 % дітей у віці до 18 років та 6,7 % осіб у віці 65 років та старших.
Цивільне працевлаштоване населення становило 1114 осіб. Основні галузі зайнятості: освіта, охорона здоров'я та соціальна допомога — 46,3 %, науковці, спеціалісти, менеджери — 11,0 %, роздрібна торгівля — 10,3 %.

## Персоналії
- Джон Джейкоб Астор IV (1864—1912) — американський мільйонер, бізнесмен, письменник.